# Bojongkoneng (Kandangserang)
Bojongkoneng is een bestuurslaag in het regentschap Pekalongan van de provincie Midden-Java, Indonesië. Bojongkoneng telt 2388 inwoners (volkstelling 2010).